# Woodrow West
Woodrow Wilson West (Corozal, Belice, 19 de septiembre de 1985) es un futbolista beliceño que juega como arquero y actualmente ataja en el Verdes FC de la Liga Premier de Belice

## Rechazo de soborno[2]
En julio de 2013 él y su compañero Ian Gaynair fueron elogiados por la CONCACAF por informar de un intento de soborno antes del partido contra EE. UU. en la Copa Oro. [cita requerida]

## Selección nacional
Ha sido internacional con la Selección de fútbol de Belice en 20 ocasiones.

## Clubes
| Club                     | País     | Año       |
| ------------------------ | -------- | --------- |
| San Isidro Eagles        | Belice   | 2004-2007 |
| Atlético Chiriquí        | Panamá   | 2007-2008 |
| Revolutionary Conquerors | Belice   | 2008-2010 |
| Belize Defence Force FC  | Belice   | 2010-2012 |
| Belmopan Bandits         | Belice   | 2012-2015 |
| Honduras Progreso        | Honduras | 2015-2019 |
| Juticalpa Fútbol Club    | Honduras | 2019      |
| Verdes FC                | Belice   | 2019-Act. |

## Palmarés

### Campeonatos nacionales
| Título          | Club              | País     | Año  |
| --------------- | ----------------- | -------- | ---- |
| Torneo Apertura | Honduras Progreso | Honduras | 2015 |